# Marco Varrone
Marco Varrone (Vaprio d'Agogna, 24 ottobre 1968) è un illustratore e animatore italiano.

## Biografia
Dopo aver frequentato l'Istituto Europeo di Design a Milano, nel 1990 inizia a collaborare con Mediaset, realizzando animazioni per numerosi programmi e sigle televisive come Paperissima, Paperissima Sprint, Striscia la Notizia, Buona Domenica.

Il suo personaggio più conosciuto è la papera del programma Paperissima.

Ha inoltre lavorato per i lungometraggi a cartoni animati La freccia azzurra (1996) e La gabbianella e il gatto (1998).
2004-2006 supervisore e regista delle animazioni 3d presso Maga Animation Studio
2006 Assistente di produzione della serie televisiva "i Cosi" di Bruno Bozzetto

## Produzioni cinematografiche indipendenti
- 1988 "Ronf Ronf" video a tecnica mista segnalato tra le migliori proposte al "Videonirikon festival"di Modena nel 1991
- 1989 "Mana" disegno diretto su pellicola secondo premio al festival "Torino Cinema Giovani" selezionato per il " Nastro d'Argento" nel 1990
- 1990 "Sul fil di lana" cortometraggio presentato al "Treviso Festival" 1990 e Festival di Stoccarda 1991
- 1995 "C'era una porta" eco spot ,computer 2d, terzo premio al "Torino Cinema Giovani"1995
- 1997 "Radioattiva" disegno diretto su pellicola presentato al "Festival dell'umorismo Riva del Garda"1997
- 2000 "I Verdi Giorni" disegni animati, prodotto da Diego Perrone e Galleria M.De De Carlo realizzazione Maga Film Milano presentato a "Pitti immagine 2000" e al Fano "Cine-Festival" 2001
- 2005 “Treddi” 2005 co-regia insieme a Massimo Carrier Ragazzi . computer grapichs 3d realizzato presso Maga Animation Studio di Monza  selezionato e presentato al Giffoni Film Festival
- 2006 "Solune" disegno animato presentato al "Festival del cinema d'arte di Bergamo" e all'Ogliasta Film Festival